# کاتاتونیا
کاتاتونیا (به سوئدی: Katatonia) یک گروه موسیقی هوی متال سوئدی از استکهلم است. این گروه در سال ۱۹۹۱ توسط Jonas Renkse و Anders Nyström شکل گرفت. آلبوم‌های نخست این گروه همراه با آلبوم‌های نخست گروه‌هایی نظیر مای داینگ براید،آناتما و پارادایز لاست، به عنوان پیشگامان سبک دث-دوم در نظر گرفته می‌شود.

## آلبوم‌های استودیویی
| عنوان آلبوم                                  | سال پخش |
| -------------------------------------------- | ------- |
| Dance of December Souls                      | ۱۹۹۳    |
| Brave Murder Day                             | ۱۹۹۶    |
| Discouraged Ones                             | ۱۹۹۸    |
| Tonight's Decision                           | ۱۹۹۹    |
| Last Fair Deal Gone Down                     | ۲۰۰۱    |
| Viva Emptiness                               | ۲۰۰۳    |
| The Great Cold Distance                      | ۲۰۰۶    |
| Night Is the New Day                         | ۲۰۰۹    |
| Dead End Kings                               | ۲۰۱۲    |
| Dethroned and Uncrowned                      | ۲۰۱۳    |
| The Fall of Hearts                           | ۲۰۱۶    |
| City Burials                                 | ۲۰۲۰    |
| Sky Void of Stars                            |         |
| Nightmares as Extensions of the Waking State |         |